# Gladstone Pereira della Valentina
Gladstone Pereira della Valentina (*Vila Velha, Espírito Santo, Brasil, 29 de enero de 1985) es futbolista brasileño, de origen italiano. Juega de defensa y su actual equipo es el FC Vaslui de Liga I de Rumania.

## Selección nacional
Ha sido internacional con la Selección de fútbol de Brasil Sub-20.

### Participaciones en Copas del Mundo
| Mundial                                | Sede         | Resultado |
| -------------------------------------- | ------------ | --------- |
| Copa Mundial de Fútbol Juvenil de 2005 | Países Bajos | Semifinal |

## Clubes
| Club                 | País     | Año       |
| -------------------- | -------- | --------- |
| Cruzeiro EC          | Brasil   | 2003-2005 |
| Juventus             | Italia   | 2005      |
| Hellas Verona        | Italia   | 2006      |
| Cruzeiro EC          | Brasil   | 2006-2007 |
| Sporting de Lisboa   | Portugal | 2007-2008 |
| SE Palmeiras         | Brasil   | 2008      |
| Clube Náutico        | Brasil   | 2009      |
| Portuguesa Desportos | Brasil   | 2010      |
| FC Vaslui            | Rumania  | 2010-     |

## Palmarés

### Campeonatos nacionales
| Título                | Club               | País     | Año  |
| --------------------- | ------------------ | -------- | ---- |
| Campeonato Mineiro    | Cruzeiro EC        | Brasil   | 2003 |
| Copa de Brasil        | Cruzeiro EC        | Brasil   | 2003 |
| Brasileirao           | Cruzeiro EC        | Brasil   | 2003 |
| Campeonato Mineiro    | Cruzeiro EC        | Brasil   | 2004 |
| Campeonato Mineiro    | Cruzeiro EC        | Brasil   | 2006 |
| Supercopa de Portugal | Sporting de Lisboa | Portugal | 2007 |
| Copa de Portugal      | Sporting de Lisboa | Portugal | 2008 |